# 1922 no teatro

## Nascimentos
| Data           | Nome                 | Profissão                         | Nacionalidade | Observações | Ref |
| -------------- | -------------------- | --------------------------------- | ------------- | ----------- | --- |
| 10 de junho    | Bibi Ferreira        | atriz, cantora e diretora teatral | Brasil        |             |     |
| 23 de agosto   | Tônia Carrero        | atriz                             | Brasil        |             |     |
| 1 de setembro  | Vittorio Gassman     | ator                              | Itália        | m. 2000     |     |
| 7 de setembro  | Paulo Autran         | ator                              | Brasil        | m. 2007     |     |
| 28 de Dezembro | Mariana Rey Monteiro | actriz                            | Portugal      | m. 2010     |     |

## Mortes
| Data | Nome | Profissão | Nacionalidade | Observações | Ref |
| ---- | ---- | --------- | ------------- | ----------- | --- |